# John Alcock (Bischof)

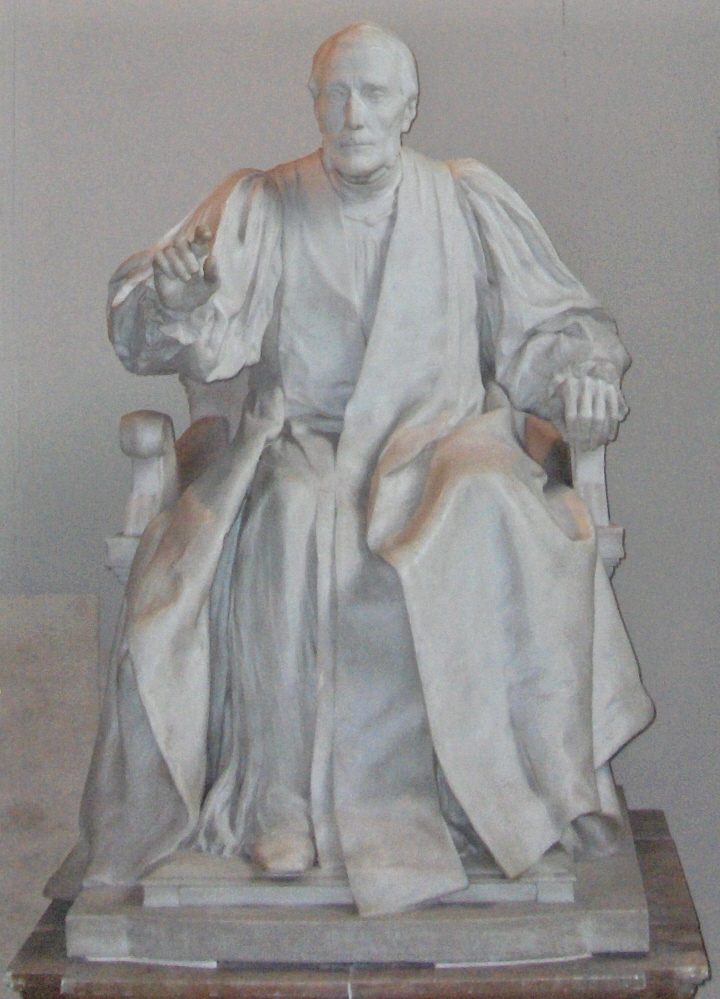
Grabmal von John Alcock (Kathedrale von Worcester)

John Alcock (* um 1430 in Beverley; † 1. Oktober 1500 auf Wisbech Castle, beigesetzt in Ely) war ein englischer Kleriker.

## Leben
Alcock wurde als Sohn von Sir William Alcock geboren. Seine Schulbildung erhielt er an der Grammar School in Beverly. Hieran schloss sich ein Studium an der Universität Cambridge an, an dessen Ende er 1459 zum Doctor of Cannon Law promoviert wurde. 1461 übernahm er die Stelle des Dekans von Westminster Abbey. Schon im Jahr darauf wurde er als Master of the Rolls der dritthöchste Richter Englands. Am 16. Dezember 1468 wurden ihm die, der St Paul’s Cathedral zugeordneten Pfründen über Browneswood und diejenigen über North Alton verliehen. Ab 1469 war er auch als Richter tätig. Im Jahr 1470 entsandte ihn die Krone als Botschafter an den Hof von Kastilien.
Am 8. Januar 1472 ernannte ihn Papst Sixtus IV. zum Bischof von Rochester. Das Amt des Master of the Rools gab Alcock zurück. Er blieb dennoch einer der wichtigsten Berater Edwards IV. So hatte er zwischen dem 20. September 1472 und dem 18. Juni 1473 das Amt des Lord Keeper of the Great Seal inne. Vom 10. Juni bis 29. September 1475 übernahm Alcock in Vertretung von Thomas Rotherham, Bischof von Lincoln zum ersten Mal das Amt des Lordkanzlers. Dieses hatte er von Oktober 1485 bis März 1487 erneut inne. 1476 wurde er zum Bischof von Worcester erhoben. Auch nach der Machtübernahme durch Henry VII. blieb er in einflussreicher Position. Der König erhob ihn am 7. Oktober 1485 zum Großkanzler und Alcock übernahm am 7. November desselben Jahres die Eröffnungspredigt zum ersten Parlament des neuen Königs. 1486 übernahm Alcock den Bischofssitz von Ely. Als solcher führte er die Taufe von Arthur Tudor, dem ältesten Sohn des Königs, durch. Auch seiner Alma Mater blieb er eng verbunden. So predigte er dort und lebte von 1491 bis 1493 am Peterhouse College und gründete in dem ehemals von dem Kloster St. Rhadegund genutzten Gebäude das Jesus College.
Alcock gilt als bedeutender Vertreter der Kirche, der schon vor der Reformation durch seine Bescheidenheit und sein umsichtiges und vorbildliches Verhalten das Ansehen der Kirche hob. Er sorgte für die Instandsetzung und den Bau mehrerer Kirchen und Schulen. Nach seinem Tod wurde er in der Kathedrale von Ely beigesetzt. Von seinen zahlreichen Schriften blieben nur wenige bis in die Neuzeit erhalten.

## Werke
- Spousage of a Virgin to Christ. 1486.
- Mons Perfectionis. London, 1497, 1499, 1501.
- Sermons upon the Eighth Chapter of Luke. etc.
- Gallicontus Johannis Alcock episcopi Eliensis ad,frates suos curatos in sinodo apud Barnwell. 1498.
- The Abbey of the Holy Ghost. 1496–1531.
- The Castle of Labour (aus dem Französischen übersetzt), 1536.